# Block (azienda)
Block, Inc., in precedenza Square, Inc., è un'azienda statunitense di servizi finanziari e di mobile payment, con sede a San Francisco, California. È quotata alla borsa di New York da novembre 2015 con il simbolo SQ. La compagnia è stata fondata nel 2009 da Jack Dorsey e Jim McKelvey con il lancio della prima piattaforma web nel 2010. È quotata come società pubblica alla Borsa di New York dal novembre 2015 col simbolo ticker di SQ.

## Prodotti
- Square Reader
- Square Stand

## Servizi
- Square Register
- Square Cash
- Square Capital
- Caviar
- Customer Engagement
- Square Payroll
- TBD
- Tidal music streaming